# ورل
الوَرَل (الجمع: أَورال وورلان وأَرَؤُل) أو الغيث حيوان زاحف من ذوات الدم البارد، وهو جنس ينتمي إلى فصيلة الورليات ورتبة الحرشفيات، يبلغ طوله من المتر وحتى يتجاوز الثلاثة أمتار في بعض الأنواع، يعيش في كافة أقطار العالم تقريبا، حسب نوعه.

## أنواع الوَرَل
الورل جنس كبيرٌ للغاية من السحالي وواسع الانتشار حيث يعيش في الأمريكتين وأفريقيا وأوروبا وآسيا. من أنواعه الإفريقية الورل الصحراوي، وهو ما يختلط في ذهن العامة بالضب، مع أن الاختلاف بينهما شاسع، فالورل حيوان لاحم والضب حيوان عاشب، والورل مدبب الوجه والفك ذو لون يماثل رمال الصحراء ويتموج من الأصفر للأسود وحتى البرتقالي، بينما الضب يميل إلى البني الداكن. من أنواعه الإفريقية كذلك ورل السافانا [الإنجليزية]. وبينما الورل الصحراوي، غير شائع التربية كحيوان أليف ويكون سيئ الطباع للغاية في الأسر، ولكن ورل السافانا [الإنجليزية] من الأنواع المحببة.
من الأنواع الإفريقية كذلك الورل النيلي، وهو ينمو ليتجاوز الأمتار الثلاثة، وليس محببًا لهواة الزواحف المبتدئين، كونه متغير المزاج بطريقة غير اعتيادية وشديد الشراسة.
من أنواع الورل الآسيوية الورل البنغالي وورل الماء الآسيوي ومن أنواعه الأمريكية الآرجوس Argus والتيجو tegu ووحش جيلا Gila monster السام. وهو النوع الوحيد الذي يبث سماً بين أنواع الورل، بخلاف تنين كومودو الذي لا يبث السم مع عضته، لكنها تسبب تسمم دموي لما في فمه من ميكروبات.

## الغذاء
الورل حيوان لاحم، ومتنوع الغذاء للغاية، فيلتهم الحشرات والقواقع والديدان صغيرًا والفئران والزواحف والقوارض والأسماك والبيض يافعاً، يعتبر الورل كابوس أي عش به صغار أو بيض لأي حيوان معروف، شاملا التمساح، حيث يأكل الورل بيض التمساح وصغاره، وعامة الورل من آكلي الرمم فهو ينظف البيئة من الجيف والحشرات والعقارب والقوارض وأيضاً الثعابين.

## البيئة
تتراوح بيئة الورل بحسب مكانه، وهو حيوان شديد التحمل، حيث يمكنه العيش في بيئات مختلفة، وقد دخل الورل في تجارة الحيوانات الأليفة منذ زمن، وأصبحت كل الأنواع تسافر عبر العالم كله.

## صفات جسدية
الورل سحلية ثابتة اللون، يمتلك كل ورل لونا يناسب بيئته ويحميه من الأعداء، كالتماسيح والنسور؛ فالورل الصحراوي يشبه لون الرمال والنيلي أخضر مائل للسواد، التيغو الأسود والأبيض [الإنجليزية] يعيش في المزروعات، وكل الأنواع تمتلك لساناً مشقوقاً كلسان الثعابين تتعرف به الرائحة عن طريق عضو خاص يسمى عضو جاكوبسون. يمتلك الورل مخالب حادة للغاية تساعده على تمزيق ضحيته الكبيرة التي لا يقدر على ابتلاعها دفعة واحدة، كما أنه يستخدم ذيله للضرب وإبعاد الأعداء.
يرى بعض علماء الحيوان أن الورل في دفاعه عن حياته قد يكون أخطر من تمساح في مثل حجمه.
متوسط عمر سحلية الورل عشرين عاماً، وتبلغ أقصى عمر لها وقد تتجاوزه في الأسر مع توافر الظروف الطيبة المحيطة من حرارة مناسبة وغذاء وماء ومساحة للحركة.

## في الأسر

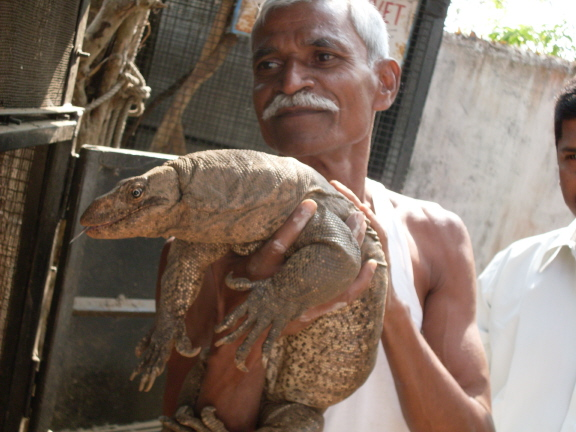
معالجة ورل بنغالي مصاب في Lok Biradari Prakalp.

معظم أنواع الورل مناسبة لهواة تربية الزواحف، عدا أنه لا ينصح بالصحراوي، نظرا لكونه يتصرف بعدائية شديدة في الأسر، والنيلي يحتاج إلى مساحة هائلة، تصل لحجم حجرة صغير حيث يحتاج ثلاثة أضعاف حجمه طولا وحجمه مرتين عرضا مساحة للحركة والتسلق على فروع الأشجار بالإضافة إلى مساحة تساوي حجمة بالضبط أو أكثر من الماء لغمر جسمه، كما تعمد بعض الأنواع إلى التبرز أو التبول في الماء مما يستلزم وجود آلية لتغييره كلما تلوث.. وقد يصل طول الورل إلى ثلاثة أمتار ونصف.

## وصلات خارجية
- Western Australian Museum photos
- Scientific American article